# 바닐라 소프트웨어
컴퓨터 과학에서 바닐라(vanilla)는 원래 형태에서 맞춤화되거나 수정되지 않은 소프트웨어, 하드웨어 또는 알고리즘을 의미한다. "바닐라 소프트웨어"라는 용어는 기업과 개인이 널리 사용하는 광범위한 사실상의 산업 표준이 되었다. 이 용어는 아이스크림의 전통적인 표준 맛인 바닐라에서 유래되었다. 에릭 레이먼드의 The New Hacker's Dictionary에 따르면 "바닐라"는 "기본"(default)이 아닌 "보통"(ordinary)을 의미한다.
문장에서 "바닐라"를 사용하는 방법의 예는 아래와 같다:
- 가장 초기의 예 중 하나인 IBM의 메인프레임 텍스트 출판 시스템인 북마스터(BookMaster)는 책의 어느 부분을 출판할지 지정하는 기본 방법인 "바닐라"와 "모카"라는 더 멋진 방법을 제공한다.[4]
- "바닐라"라는 용어는 때때로 하드웨어 구성 요소에도 사용된다. 예를 들어, 1990년대에는 업그레이드되지 않은 아미가 가정용 컴퓨터를 "(순수) 바닐라"라고 불렀다.[5] 마찬가지로 나중에 PC 부품에도 적용되었다.[6]
- 유닉스 기반 커널의 경우 "바닐라 커널"은 타사 소스에 의해 수정되지 않은 커널이다. 예를 들어, 바닐라 리눅스 커널은 크게 수정되어 리눅스 배포판 특유의 "맛"을 부여받는 경우가 많다.[7][8]
- 찰스 윈본(Charles Winborne)은 자신의 저서 End of Ignorance에서 "단순한 텍스트 파일이지만 첨부 파일에 대한 링크가 포함된" 정적 페이지를 일반 바닐라 웹 페이지라고 언급한다.[9]
- 비디오 게임 플레이어는 일반적으로 모드가 설치되지 않은 게임을 "바닐라"라고 부른다.
- 라이브러리나 타사 플러그인 없이 사용되는 자바스크립트를 "바닐라 자바스크립트"라고 한다.

## 같이 보기
- 상용 기성품
- 모드 (비디오 게임)
- 턴키